# Isjakulska oblast
Isjakulska oblast (kirgiski: Ысык-Көл областы) je jedna od sedam oblasti u Kirgistanu. Središte oblasti je grad Karakol.

## Zemljopis
Isjakulska oblast nalazi se na istoku Kirgistana, na granici s Kinom i Kazahstanom. Susjedne oblasti su Čujska na zapadu i Narinska na jugozapadu.

## Stanovništvo
Prema popisu stanovništva iz 2009. godine regija je imala 437.200 stanovnika,  dok je prosječna gustoća naseljenosti 10 stan./km2. Prema etničkoj pripadnosti većina stanovništva su Kirgizi (377.994 stanovnika, 86,2%) zatim Rusi  (35.275 stanovnika,  8,0%) i Kazasi (6,464 stanovnika,  1,5%).

## Vanjske poveznice
- Vodič za regije iz Spektator časopisa  Arhivirana inačica izvorne stranice od 17. prosinca 2012. (Wayback Machine)
- (engl.) Planinska regija Karakol - Djeti-Oguz